# Murina harrisoni
Murina harrisoni é uma espécie de morcego da família Vespertilionidae. Endêmica do Camboja.